# 橘鰭矮脂鯉
橘鰭矮脂鯉為輻鰭魚綱脂鯉目琴脂鯉亞目複齒脂鯉科的其中一種，為熱帶淡水魚，分布於非洲貝南Ouémé河流域，體長可達6公分，棲息在植被生長茂密、有沉積物的溪流，生活習性不明。

## 扩展阅读
維基物種上的相關：橘鰭矮脂鯉